# Philotheria lineata
Philotheria lineata är en insektsart som först beskrevs av Frederick Arthur Godfrey Muir 1934.  Philotheria lineata ingår i släktet Philotheria och familjen Dictyopharidae. Inga underarter finns listade i Catalogue of Life.